# キャノン機関

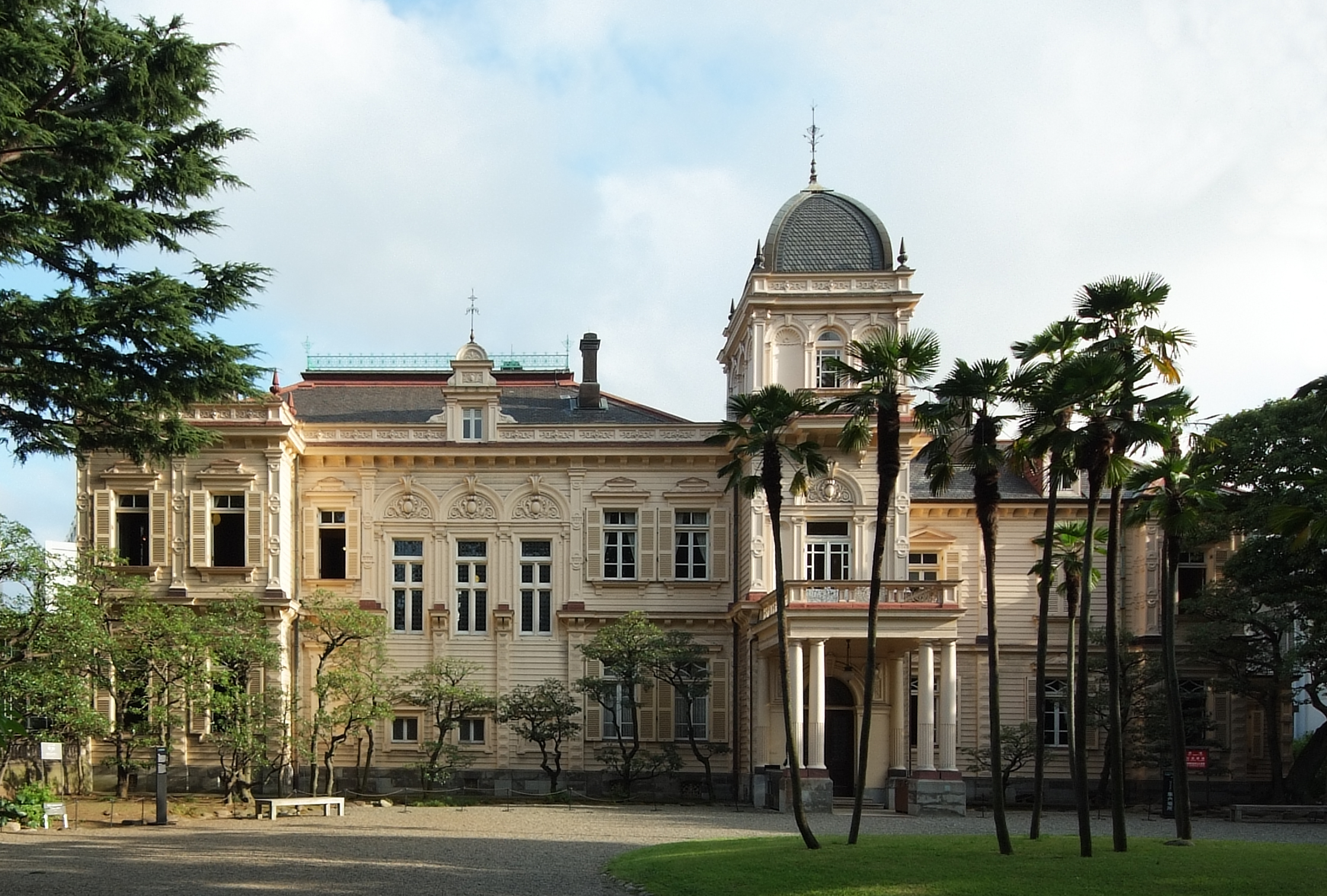
キャノン機関の置かれた旧岩崎邸

キャノン機関（キャノンきかん、the Canon Unit）とは、GHQ占領下の日本に存在したGHQ参謀第2部（G2）直轄の秘密情報機関。
名称は司令官であるジャック・キャノン（Jack Y. Canon）陸軍少佐（のち中佐に昇進）の名前から来ているが、当時GHQ内での正式名ではなく、後に日本のマスコミが付けた名称と言われる。Z機関（Z-Unit）、本郷機関などとも呼ばれている。

## 概要
第二次世界大戦終戦後、キャノン少佐は日本を占領下に置いたアメリカ軍やイギリス軍から構成されるGHQの情報部門を統括する、「G2」に情報将校として参加した。その有能さを評価したG2トップのチャールズ・ウィロビー（アメリカ陸軍少将）が、占領政策を行う上での情報収集のため、1949年（昭和24年）にキャノンを首領とする組織を密かに作らせた。
本郷の旧岩崎邸に本部を構えたキャノンは26人のメンバーを組織した。ナンバー2は、大韓民国国軍創設と同時に大韓民国海軍に入隊、少佐身分で参加した韓国・朝鮮系アメリカ軍人延禎（ヨンヤン）で、その他にも多数の工作員を抱え、柿の木坂機関、矢板機関、日高機関、伊藤機関という日本人工作員組織を傘下においていた。日本人工作員の採用は、元軍人などを戦犯免除と引き換えに協力者にした例もあったと言われる。当時すでに、アメリカとソ連との対立が顕在化している状況で、朝鮮半島での緊張も高まっており、主に北朝鮮情報の収集やソ連のスパイ摘発などに当たっていたという。その後、民政局（GS）との政争に勝利したG2はキャノン機関を日本の共産主義勢力の弱体化にも利用した。
1951年（昭和26年）、キャノン機関は作家の鹿地亘にソ連スパイの嫌疑をかけて長期間にわたり拉致監禁し、転向してアメリカの二重スパイになることを要求した鹿地事件を起こす。翌1952年に鹿地が解放され、事件が発覚したが、この時にはすでにキャノンは解任され帰国していた。この鹿地事件でキャノン機関の名が広く世に知られるようになると、1949年の国鉄三大ミステリー事件（下山事件・三鷹事件・松川事件）への関与も疑われるようになった。
鹿地事件の失敗でキャノン機関は消滅し、キャノンは帰国してCIA入りするがまもなく憲兵学校の教官となり諜報活動から身を引いた。その後は自宅ガレージで高威力の対人弾薬を開発するなど実業家としても活躍したが、1981年、テキサス州の自宅ガレージで胸に銃弾を2発撃ち込まれ死んでいるのが見つかる。自殺か他殺かは不明。66歳。

## 関連書籍
- 松本清張『日本の黒い霧』文春文庫
- 畠山清行『キャノン機関』徳間書店、1971年
  - 『何も知らなかった日本人―戦後謀略事件の真相』祥伝社文庫、2007年 ISBN 978-4396333676
- 斎藤充功『陸軍中野学校の真実　諜報員たちの戦後』角川書店、2005年。角川文庫、2008年。
- 延禎『キャノン機関からの証言』番町書房 1973年
- 大森実『戦後秘史3 祖国革命工作』『7 謀略と冷戦の十字路』、講談社 1975-76年、のち文庫

## 登場する作品
- はだしのゲン
- 奇子
- 人蟻